# Richard Baker (homme politique)
Pour les articles homonymes, voir Richard Baker (homonymie).
Richard James Baker (né le 29 mai 1974) est un homme politique du Parti travailliste écossais qui est député de Glenrothes et Mid Fife depuis 2024. Baker est auparavant membre du Parlement écossais (MSP) pour la région du nord-est de l'Écosse.

## Jeunesse
Baker est né à Édimbourg d'un père prêtre épiscopalien et d'une mère professeur d'anglais, et est le filleul de l'évêque épiscopalien d'Aberdeen de l'époque, Bruce Cameron. Il fait ses études à l'école indépendante St. Bees en Cumbria et à l'université d'Aberdeen. Il est président élu de l'Union nationale des étudiants d'Écosse de 1998 à 2000 et avant cela, vice-président principal au conseil représentatif des étudiants de l'Université d'Aberdeen (aujourd'hui l'Association des étudiants de l'Université d'Aberdeen) au cours de l'année universitaire 1995/96. Il est un ancien attaché de presse écossais de Help the Aged. 

## Carrière politique
Il est élu pour la première fois lors des élections parlementaires écossaises de 2003, et est le plus jeune député écossais en exercice. Il est un ancien membre du cabinet fantôme du Parti travailliste au Parlement écossais, ayant occupé les fonctions de secrétaire du cabinet fantôme pour la justice et de secrétaire du cabinet fantôme pour les finances.
Début 2014, il est choisi comme candidat travailliste pour Aberdeen Nord aux élections générales britanniques de 2015, après que le député sortant Frank Doran ait annoncé sa retraite. Il perd les élections face à la candidate du Parti national écossais, Kirsty Blackman.
En juin 2015, Baker annonce sa candidature aux élections pour la vice-présidence du Parti travailliste écossais de 2015. Il arrive troisième des trois candidats dans une lutte serrée avec 30 % des voix.
En septembre 2015, Baker annoncé qu'il ne se représente pas aux élections de 2016 et démissionne début janvier 2016 pour occuper un poste chez Age Scotland. Son siège est occupé par la personne suivante sur la liste travailliste pour la région du nord-est de l'Écosse, Lesley Brennan.
En juillet 2024, il est élu député de la nouvelle circonscription de Glenrothes et Mid Fife lors des élections générales au Royaume-Uni,.

## Famille
Baker est marié à Claire Brennan-Baker et ils ont une fille. Claire devient députée au Parlement écossais après les élections de 2007, représentant la région du Mid Scotland et du Fife.